# مريم ولف
مريم ولف (بالإنجليزية: Miriam Wolfe)‏ هي مخرجة وممثلة أمريكية، ولدت في 2 يناير 1922 في بروكلين في الولايات المتحدة، وتوفيت في 29 سبتمبر 2000 في تورونتو في كندا بسبب سرطان الثدي.

## وصلات خارجية
- مريم ولف على موقع IMDb (الإنجليزية)
- مريم ولف على موقع كينوبويسك (الروسية)